# 東村

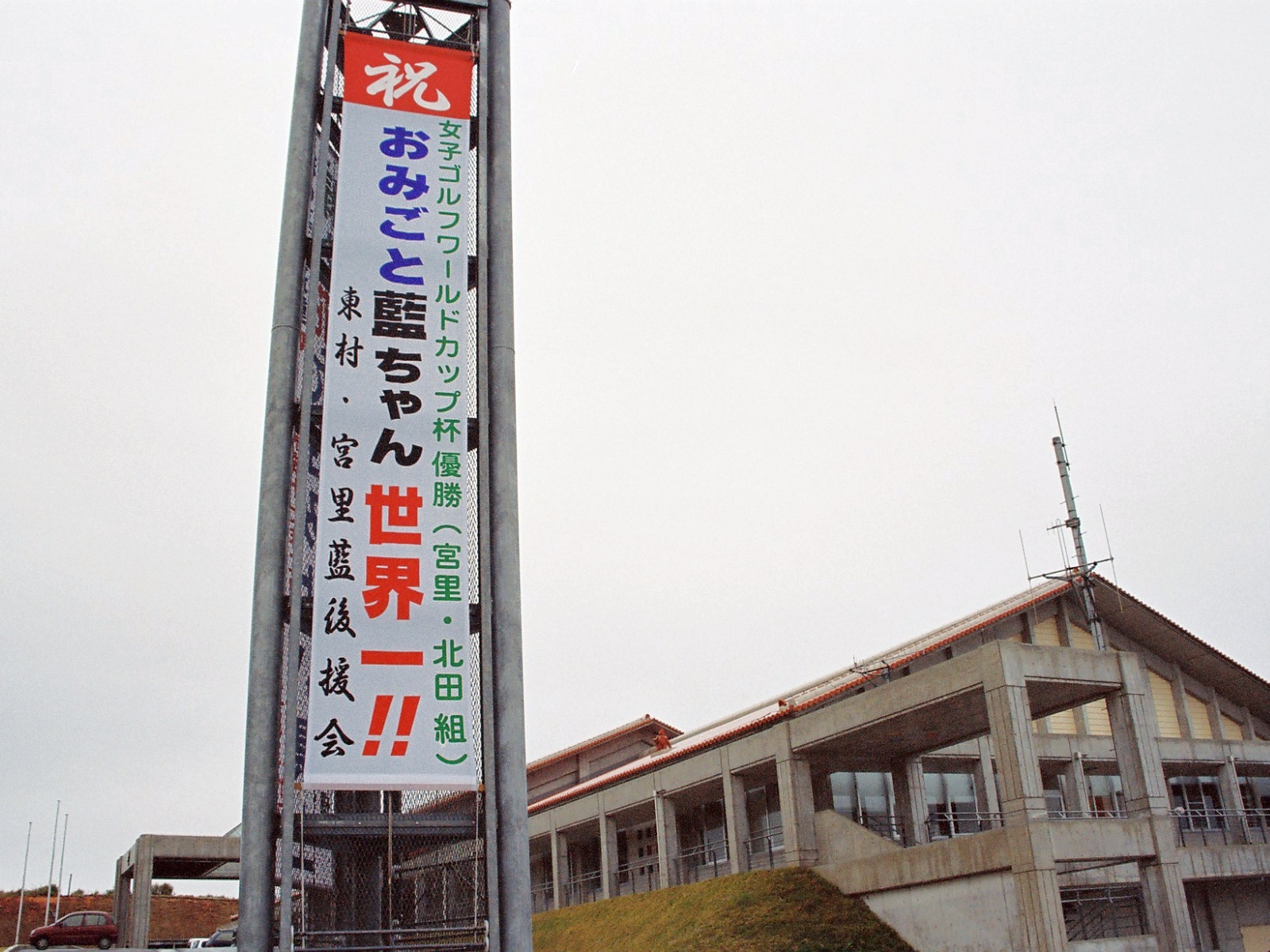
宮里藍がワールドカップ女子ゴルフで優勝したさい、役場に掲出された祝福メッセージ（2005年2月撮影）

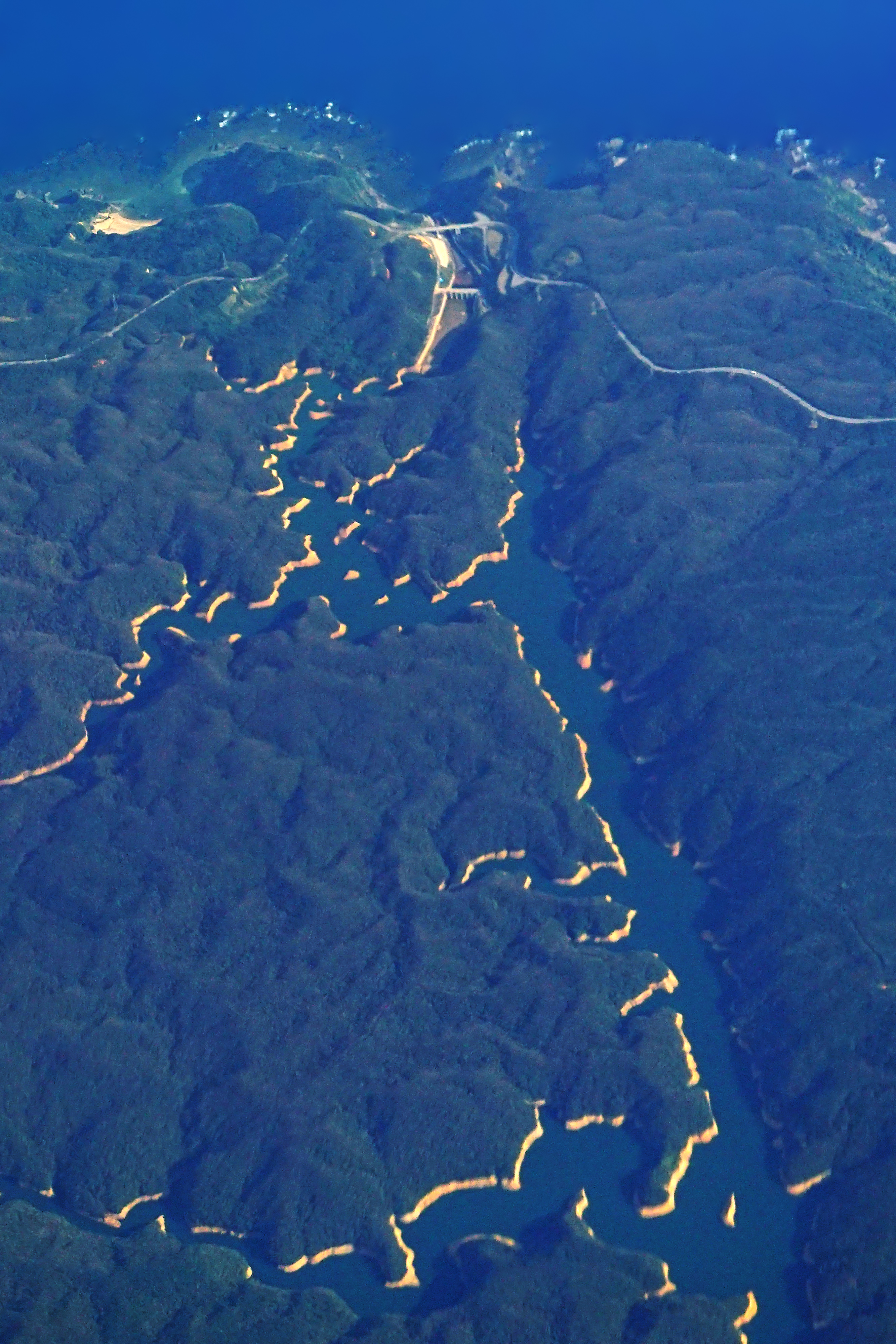
福上湖

東村（ひがしそん）は、沖縄県の沖縄本島北部の東海岸に位置し、太平洋に面する村。村名は旧久志村の東側の集落が分村し、太平洋に面して朝日が昇ることから「日の出るところ東なり」と命名された。
ツツジが村の花とされており、1976年（昭和51年）には村民の森「つつじ園」が整備された。沖縄県内におけるエコツーリズムやブルーツーリズムといった自然体験型観光の草分け的な地域である。2021年7月に国頭村、大宜味村と共に国内5か所目の世界自然遺産に登録された。

## 地理
沖縄本島北部、国頭郡の東部に位置する。大小14の河川が流れ、河口の海岸沿いに高江、宮城、川田、平良、慶佐次、有銘の6集落がある。このうち役場をはじめとした村の施設は平良に集中している。
北東部には沖縄県最大のダムである福地ダムがある。北部から国頭村南東部にかけては在日米軍の北部訓練場である。
- 山: 伊湯岳（標高446.2m）※玉辻山は大宜味村である
- 河川: 二級河川（福地川、新川川、有銘川）、普通河川（慶佐次川）
- 湖沼: 福上湖（福地ダム）、新川湖（新川ダム）

### 地区
村内の字は以下のとおり。元は村制前の5村を引き継いだ5字を置いていたが、のちに1字新設され、現在は6字を数える。
- 高江（たかえ）

村の北部に位置。高江小学校、新川ダム、米軍北部訓練場があり、国頭村に接している。1924年に字宮城より独立した。
- 宮城（みやぎ）

高江の西隣に位置。ながはま海岸がある。
- 川田（かわた）

村立博物館、東小中学校、東漁港、福地ダムがある。
- 平良（たいら）

村の中心地。つつじエコパーク、役場がある。大宜味村に接している。
- 慶佐次（げさし）

平良の西隣に位置。慶佐次漁港がある。慶佐次川はマングローブ林が広がりエコツーリズムが盛ん。
- 有銘（あるめ）

村の南部に位置。有銘小学校があり、名護市に接している。

### 隣接している自治体
- 名護市（1970年7月まで南隣に旧久志村、南西隣が旧羽地村）
- 国頭郡：国頭村、大宜味村

### 人口
沖縄本島で最も人口が少ない自治体である。
| |                                      |  |
| 東村と全国の年齢別人口分布（2005年） | 東村の年齢・男女別人口分布（2005年） |  |
| ■紫色 ― 東村 ■緑色 ― 日本全国 | ■青色 ― 男性 ■赤色 ― 女性            |  |
| 東村（に相当する地域）の人口の推移 \| 1970年（昭和45年） \| 2,425人 \| \| \| 1975年（昭和50年） \| 2,300人 \| \| \| 1980年（昭和55年） \| 2,067人 \| \| \| 1985年（昭和60年） \| 2,134人 \| \| \| 1990年（平成2年） \| 1,891人 \| \| \| 1995年（平成7年） \| 1,963人 \| \| \| 2000年（平成12年） \| 1,867人 \| \| \| 2005年（平成17年） \| 1,825人 \| \| \| 2010年（平成22年） \| 1,794人 \| \| \| 2015年（平成27年） \| 1,720人 \| \| \| 2020年（令和2年） \| 1,598人 \| \| |                                      |  |
| 総務省統計局 国勢調査より |                                      |  |
| 1970年（昭和45年） | 2,425人                              |  |
| 1975年（昭和50年） | 2,300人                              |  |
| 1980年（昭和55年） | 2,067人                              |  |
| 1985年（昭和60年） | 2,134人                              |  |
| 1990年（平成2年） | 1,891人                              |  |
| 1995年（平成7年） | 1,963人                              |  |
| 2000年（平成12年） | 1,867人                              |  |
| 2005年（平成17年） | 1,825人                              |  |
| 2010年（平成22年） | 1,794人                              |  |
| 2015年（平成27年） | 1,720人                              |  |
| 2020年（令和2年） | 1,598人                              |  |

### 気候
| 東 (標高24m)の気候                                       | 東 (標高24m)の気候 | 東 (標高24m)の気候 | 東 (標高24m)の気候 | 東 (標高24m)の気候 | 東 (標高24m)の気候 | 東 (標高24m)の気候 | 東 (標高24m)の気候 | 東 (標高24m)の気候 | 東 (標高24m)の気候 | 東 (標高24m)の気候 | 東 (標高24m)の気候 | 東 (標高24m)の気候 | 東 (標高24m)の気候 |
| 月                                                       | 1月                | 2月                | 3月                | 4月                | 5月                | 6月                | 7月                | 8月                | 9月                | 10月               | 11月               | 12月               | 年                 |
| -------------------------------------------------------- | ------------------ | ------------------ | ------------------ | ------------------ | ------------------ | ------------------ | ------------------ | ------------------ | ------------------ | ------------------ | ------------------ | ------------------ | ------------------ |
| 降水量 mm （inch）                                       | 104.4 (4.11)       | 123.5 (4.862)      | 154.9 (6.098)      | 173.0 (6.811)      | 253.9 (9.996)      | 318.2 (12.528)     | 165.1 (6.5)        | 243.5 (9.587)      | 232.6 (9.157)      | 191.5 (7.539)      | 135.8 (5.346)      | 112.5 (4.429)      | 2,208.8 (86.961)   |
| 平均降水日数 （≥1.0 mm）                                 | 12.1               | 11.7               | 12.3               | 11.8               | 12.8               | 13.7               | 10.0               | 12.6               | 13.5               | 10.6               | 9.6                | 11.5               | 142.2              |
| 出典1：理科年表                                          |                    |                    |                    |                    |                    |                    |                    |                    |                    |                    |                    |                    |                    |
| 出典2：気象庁 (平均値：1991年-2020年、極値：1981年-現在) |                    |                    |                    |                    |                    |                    |                    |                    |                    |                    |                    |                    |                    |

## 歴史
- 1923年4月1日 - 当時の久志村（現在の名護市の一部）から有銘以東の5集落（有銘・慶佐次・平良・川田・宮城）が分村し、東村となる[1]。
- 1924年 - 宮城集落の一部が高江集落となり6字となる[1]。
- 1974年 - 福地ダムが完成[1]。
- 1981年 - 未開通だった主要地方道名護国頭線（県道70号線・現在の国頭東線）の東村高江 - 国頭村安波間が開通し、沖縄本島一周道路が完成。
- 1993年 - 名護国頭線（県道70号線）の名護市二見 - 東村平良間と東大宜味線（県道80号線）全線が国道331号に昇格。
- 2016年 - 9月15日、国頭村、大宜味村の一部と共に村域の一部が国内33箇所目の国立公園としてやんばる国立公園に指定。
- 2016年 -12月22日、米軍北部訓練場の一部が返還される。
- 2024年 - 11月8日から10日にかけて集中豪雨。床上浸水17件、床下浸水8件[5]。10日午前11時までの48時間雨量が観測史上最多の637.5ミリに上った[6]。

## 行政
村長部局に総務財政課、企画観光課、住民課、福祉保健課、建設環境課、農林水産課の6課を置く。また、村長部局の他に議会事務局、教育委員会、選挙管理委員会、農業委員会、監査委員事務局

## 政府所管法人

### 国立研究開発法人
- 農業・食品産業技術総合研究機構（農研機構）管理本部（藤本・大わし管理部沖縄農場事業場）[7]
- 農研機構種苗管理センター沖縄農場

## 軍事施設

### 米軍専用施設
- 北部訓練場

## 産業
平成24年度「沖縄県市町村民所得統計」の純生産額と就業者数構成比によると、純生産額は第三次産業58.6％、第二次産業22.5％、第一次産業18.9％であり、就業者総数では第一次産業43.4％、第二次産業16.2％、第三次産業39.4％となっている。農業ではパイナップルのブランド化、カボチャ栽培の拠点産地認定に取り組んでいる。

## 教育
全て公立（村立）である。
- 東小中学校
- 有銘小学校
- 高江小学校
- 東幼稚園
- 有銘幼稚園

## 交通

### 路線バス
コミュニティバスの運行に伴い、2018年10月1日に村内を運行していた73番全線と78番の村内区間が廃止されたために、沖縄本島内の市町村で唯一民間の路線バスが運行されていない。
- コミュニティバス - 2017年10月に運行開始。東村内でかつて運行されていた路線バスと類似したルートを平日・土休日別にそれぞれ2路線運行している。運賃無料。いずれも67番（辺土名線：名護バスターミナル - 辺土名間）に接続する。
  - 平日
    - 平良・源河線：名護市源河入口 - 有銘 - 慶佐次 - 平良 - 東村役場（ - 川田 - 宮城 - 高江売店前）※1往復のみ高江売店前まで運行
    - 高江・大宜味線：道の駅おおぎみビジターセンター(大宜味村津波) - 白浜入口 - 平良 - 東村役場 - 川田 - 宮城 - 高江売店前

  - 土休日
    - 高江・源河線：名護市源河入口 - 有銘 - 慶佐次 - 平良 - 東村役場 - 川田 - 宮城 - 高江売店前
    - 平良・大宜味線：道の駅おおぎみビジターセンター - 白浜入口 - 平良 - 東村役場

- 名護バスターミナル（名護市）より村の中心部の「平良」バス停まで2系統の路線バスが運行していたが、運行本数は限られていた[8]。なお、いずれの系統も琉球バス交通と沖縄バスとの共同運行であった。
  - 73番（川田線、名護市 - 大宜味村 - 東村）塩屋経由
    - 名護バスターミナル - 名護十字路 - 伊差川 - 真喜屋 - 源河 - 塩屋入口 - 平良 - 川田 - 魚泊 - 高江

  - 78番（名護東部線、名護市 - 東村）二見経由
    - 名護バスターミナル - 名護十字路 - 世富慶 - 二見入口 - 瀬嵩 - 三原 - 嘉陽 - 天仁屋入口 - 慶佐次 - 平良 - 東村役場前

かつて、78番は東村役場前終点ではなく塩屋経由で名護に戻る循環路線（名護東部（二見）線）となっていたほか、逆周りの路線（74番、名護東部（平良）線）も運行していた。また、73番は魚泊が終点であったが、2003年3月29日から運行区間が延長された。
両系統とも2018年10月1日に廃止（73番は系統廃止、78番は東村内が廃止され区間短縮）された。

### 主な道路
- 国道331号
- 沖縄県道70号国頭東線（主要地方道）
- 沖縄県道14号線

## 医療
- 村立診療所
- 東村歯科診療所

## 祭事・催事
- 東村祭り（毎年８月）
- つつじ祭り（毎年3月）

## 名所・観光スポット
- 村民の森つつじエコパーク
- 慶佐次湾のヒルギ林（マングローブ）（日本の重要湿地500）
- 福地川海浜公園
- ながはま海岸
- 道の駅サンライズひがし
- 東村文化・スポーツ記念館
- 東村立 山と水の生活博物館
- 福地ダム(ふくじだむ)
- 慶佐次ウッパマビーチ

## 出身有名人
- 宮里藍（プロゴルファー、長女）
- 宮里聖志（プロゴルファー、長男）東村観光大使
- 宮里優作（プロゴルファー、次男）
- 吉本久也（元重量挙げオリンピック選手）
- 島袋正雄（国の重要無形文化財「琉球古典音楽」の保持者（人間国宝）
- 城間竜太（民謡歌手、三線奏者）
- 大畑彩香（民謡歌手、歌手）